# Petr Welsch
Petr Welsch (Pardubice, 30 aprile 1976) è un ex cestista ceco.

## Carriera
Con la Rep. Ceca ha disputato i Campionati europei del 1999.